# Julius Sabbe
 (avril 2018).
Si vous disposez d'ouvrages ou d'articles de référence ou si vous connaissez des sites web de qualité traitant du thème abordé ici, merci de compléter l'article en donnant les références utiles à sa vérifiabilité et en les liant à la section « Notes et références ».
Julius Ludovicus Maria Sabbe, né à Gand le 14 février 1846 et mort à Bruges le 3 juillet 1910, est un écrivain flamand.
Sabbe a enseigné 36 ans au Koninklijk Atheneum de Bruges. Entre 1874 et 1881, il a publié dans le magazine mensuel intitulé De Halletoren, qui a été remplacé par la revue libérale Brugsche Beiaard, dont il était rédacteur en chef de 1881 à 1910. Lorsque l'hebdomadaire flamand Het Volksbelang a été fondé en 1867 par Jules Vuylsteke, il en est l'un des rédacteurs en chef avec Joseph Heard, Julius de Vigne et Adolf Hoste. En 1877, il reçoit le prix de l'Académie royale de Belgique pour sa cantate De Klokke Roelandt.
Julius Sabbe est le père de l'auteur Maurits Sabbe.